# Doug Davidson
Douglas Donald „Doug“ Davidson (* 24. Oktober 1954 in Glendale, Kalifornien) ist ein US-amerikanischer Schauspieler.

## Leben
Bekannt wurde Davidson in seiner Rolle als Privatdetektiv Paul Williams in der Seifenoper Schatten der Leidenschaft, die er seit Mai 1978 spielt. Er ist damit der am längsten ununterbrochen zum Serienteam gehörende männliche Schauspieler. Daneben hatte er einige Rollen in Fernsehfilmen und -serien. Von 1994 bis 1995 moderierte er The New Price Is Right, eine Fortsetzung der amerikanischen Version des in Deutschland als Der Preis ist heiß bekannten Sendeformats. Er gewann Soap Opera Awards 1990 und 1991 als Outstanding Hero und 1992 und 1997 in der Kategorie Best Supporting Actor.
Davidson ist seit 1984 mit der Schauspielerin Cindy Fisher verheiratet, sie haben zwei Kinder.

## Filmografie (Auswahl)
- 1987: I’ll Take Manhattan (Miniserie)
- 1994: Werbung für die Liebe (Mr. Write)
- 1997: L.A. Johns (Fernsehfilm)
- seit 1978: Schatten der Leidenschaft (The Young and the Restless, Fernsehserie)